# Jędrzejowice (Sainte-Croix)
Pour l’article homonyme, voir Jędrzejowice (Basse-Silésie).
Jędrzejowice est une localité polonaise de la gmina de Bodzechów, située dans le powiat d'Ostrowiec en voïvodie de Sainte-Croix.